# SSE5
SSE5 (англ. Streaming SIMD Extensions version 5) — расширение системы команд, предложенное AMD 30 августа 2007 г. как дополнение к 128-битным командам ядра в архитектуре AMD64.
AMD решила не реализовывать SSE5 так, как предлагалось изначально. В мае 2009 AMD заменила SSE5 тремя меньшими наборами команд, названными XOP, FMA4 и CVT16, которые сохраняют предложенную функциональность SSE5, но по-другому кодируют инструкции для лучшей совместимости с набором команд AVX, предложенным компанией Intel.
Планируется введение этих трёх наборов команд, основанных на SSE5, в ядро процессора Bulldozer для того, чтобы начать производство в 2011 г. с использованием 32 нм технологического процесса.